# إبراهيم الموسوي
إبراهيم الموسوي هو نائب في البرلمان اللبناني عن حزب الله وصحافي لبناني ومسؤول العلاقات الإعلامية في حزب الله.
ولد في عام 1965 لأسرة من بعلبك ونشأ في الضاحية الجنوبية لبيروت. الموسوي شيعي. حاصل على درجتي البكالوريوس في الصحافة والأدب الإنكليزي من الجامعة اللبنانية وعمل كمدير مدرسة ثانوية. الموسوي هو محرر صحيفة الانتقاد الأسبوعية التابعة لحزب الله في بيروت. نقل عنه كناطق رسمي باسم حزب الله منذ عام 1998 على الأقل.
انضم إلى قناة المنار التي تمارس الصحافة الحزبية ولا تشمل المسؤولين الإسرائيليين في برامجها الإذاعية. وفقا لما قاله الموسوي لأن إسرائيل دولة معادية ولماذا تضعون متحدثين باسم دولة معادية على الهواء؟ استضاف برنامج حواري سياسي وعمل رئيس تحرير الأخبار الدولية في قناة المنار. في مقال لصحيفة ذا ديلي ستار في عام 2002 شرح الموسوي الأساس الديني للهجمات الانتحارية في فتوى محمد حسين فضل الله. كتب جيفري غولدبرغ في مجلة النيويوركر أن الموسوي كان قد أكد له أن اليهود آفة على جبين التاريخ. عندما حظرت قناة المنار من قبل تلفزيون الأقمار الصناعية الفرنسية لبثه المسلسل التلفزيوني الرمضاني الشتات خلال أكتوبر ونوفمبر 2003 الذي تضمن التشهير بالدم ضد اليهود ونقلت على نطاق واسع بروتوكولات حكماء صهيون حيث قال الموسوي أن الحظر نتج عن الضغط السياسي من جانب اللوبي اليهودي. حصل على درجة الماجستير في العلوم السياسية من الجامعة الأميركية في بيروت في عام 2003.
برز الموسوي خلال حرب لبنان 2006 كمتحدث باسم حزب الله. قال أن الألم هو اللغة الوحيدة التي يفهمها العدو. بعد وقف الأعمال العدائية دعي الموسوي للتحدث إلى الجماهير الأوروبية في أيرلندا وألمانيا والمملكة المتحدة حيث أعلن عنه كمتحدث باسم حزب الله على ملصقات ائتلاف أوقفوا الحرب. حصل الموسوي على درجة الدكتوراه في الإسلام السياسي من جامعة برمنغهام في عام 2007. كان عنوان أطروحته التوافق بين الإسلام والديمقراطية والشيعة والديمقراطية في ولاية الفقيه في إيران كدراسة حالة. شارك في تأليف مقال عن مفهوم جهاد حزب الله ومحاضرات عن العلوم السياسية في الجامعة الأميركية في بيروت.
في أكتوبر 2007 تم رفض دخول الموسوي إلى أيرلندا لأسباب أمنية بناء على توصية من الشرطة كما منع من دخول الولايات المتحدة بسبب صلاته بحزب الله. حاول حزب المحافظين منع الموسوي من دخول بريطانيا مثل يوسف القرضاوي وموشى فيجلين في فبراير 2008 لكنه فشل. أدان الزعيم ديفيد كاميرون زيارة الموسوي في مجلس العموم وبوزيرة الدفاع الظلي البارونة نيفيل جونز الرئيسة السابقة للجنة الاستخبارات المشتركة. في فبراير 2009 عين حزب الله علنا الموسوي ضابط علاقات إعلامية جديد. عندما أعلن الموسوي عن زيارة المملكة المتحدة في مارس 2009 تعهد ناشطون من مركز التماسك الاجتماعي بالسعي للحصول على أمر بالقبض عليه. تم حظره من المملكة المتحدة في مارس 2009.

## النيابة
انتخب نائباً في مجلس النواب اللبناني عن منطقة البقاع في العام 2022 ممثلاً حزب الله، واصبح عضواً في تكتل نواب بعلبك - الهرمل.